# Сельское поселение «Село Льнозавод»
Сельское поселение «Село Льнозавод» — муниципальное образование в составе Износковского района Калужской области России.
Центр — село Льнозавод.

## История
Статус и границы сельского поселения установлены Законом Калужской области от 28 декабря 2004 года № 7-ОЗ «Об установлении границ муниципальных образований, расположенных на территории административно-территориальных единиц „Бабынинский район“, „Боровский район“, „Дзержинский район“, „Жиздринский район“, „Жуковский район“, „Износковский район“, „Козельский район“, „Малоярославецкий район“, „Мосальский район“, „Ферзиковский район“, „Хвастовичский район“, „Город Калуга“, „Город Обнинск“, и наделении их статусом городского поселения, сельского поселения, городского округа, муниципального района».

## Население
| 2010 | 2012 | 2013 | 2014 | 2015 | 2016 |
| ---- | ---- | ---- | ---- | ---- | ---- |
| 362  | ↘356 | ↘349 | ↗363 | ↗364 | ↘356 |
| 2017 | 2018 | 2019 | 2020 | 2021 |      |
| ↗361 | ↘353 | ↗354 | ↗372 | ↘370 |      |

## Состав сельского поселения
В поселение входят 19 населённых пунктов:
| №  | Населённый пункт   | Тип населённого пункта       | Население |
| -- | ------------------ | ---------------------------- | --------- |
| 1  | Аксёново           | деревня                      | ↗10       |
| 2  | Булатово           | деревня                      | ↘25       |
| 3  | Ворсобино          | деревня                      | ↗23       |
| 4  | Гамзюки            | деревня                      | ↗14       |
| 5  | Городенки          | деревня                      | ↗7        |
| 6  | Жизненные Волны    | деревня                      | →3        |
| 7  | Имени Карла Маркса | село                         | →0        |
| 8  | Кошняки            | деревня                      | ↗13       |
| 9  | Кошняки            | разъезд                      | →11       |
| 10 | Красная Звезда     | деревня                      | ↗14       |
| 11 | Кукушкино          | деревня                      | ↗18       |
| 12 | Леоново            | деревня                      | ↘19       |
| 13 | Льнозавод          | село, административный центр | ↗187      |
| 14 | Образцово          | деревня                      | ↘2        |
| 15 | Паново             | деревня                      | ↘1        |
| 16 | Пелагеино          | деревня                      | ↗5        |
| 17 | Поджаровка         | деревня                      | ↘3        |
| 18 | Самсонцево         | деревня                      | →4        |
| 19 | Трушонки           | деревня                      | ↗3        |